# Шутенко, Леонид Николаевич
Леонид Николаевич Шутенко (род. 12 мая 1937 года в г. Харькове - умер ноябрь 2022 года Харьков) — специалист в области строительства, городского хозяйства, реконструкции зданий, изобретатель СССР (1985).

## Биография
Родился 12 мая 1937 г. в городе Харькове. Отец, Николай Федорович, работал слесарем на заводе «Серп и молот». Мать — Анастасия Васильевна.
В 1952 г. — окончил школу-семилетку № 110 г. Харькова;
1952—1956 гг. — учился в Харьковском строительном техникуме;
1956—1961 гг. — студент Харьковского института инженеров коммунального строительства (сейчас Харьковский национальный университет городского хозяйства имени А. Н. Бекетова), который окончил с отличием и остался в нём работать;
1961—1963 гг. — инженер кафедры строительных конструкций;
1963—1966 гг. — учился в аспирантуре Харьковского инженерно-строительного института;
1966 г. — аспирант, позже — старший преподаватель кафедры строительных конструкций;
1971—1976 гг. — доцент кафедры строительных конструкций;
1971 г. — возглавляет зональный штаб студенческого строительного отряда численностью более 600 человек по поручению института. Защищает кандидатскую диссертацию и получает ученое звание кандидата технических наук;
1974 г. — ученое звание доцента;
1976 г. — согласно указу Министерства высшего и среднего образования УССР от 5 июля назначен на должность ректора Харьковского института инженеров коммунального хозяйства;
1976—1994 гг. — занимает должность заместителя председателя Совета ректоров Харьковского вузовского центра;
1982—1989 гг. — член президиума Республиканского комитета профсоюза работников образования и науки;
1986 г. и по сегодняшний день — член исполкома Харьковского городского совета;
1987 г. — Л. Н. Шутенко присвоено звание «Заслуженный работник народного образования УССР»;
1990 г. — получает ученое звание профессора;
1990—1994 гг. — избран депутатом Харьковского областного совета народных депутатов;
1991 г. — избран академиком Академии инженерных наук Украины;
1993 г. — избран академик Академии строительства Украины;
1994—2008 гг. — возглавляет Совет ректоров Харьковского вузовского центра;
2002 г. — защита докторской диссертации;
2007 г. — присуждено звание «Почетный гражданин города Харькова»;
2011 г. — назначен на должность профессора кафедры экономики строительства;
19 октября 2011 г. на собрании трудового коллектива ХНАГХ избран «Почетным ректором»;
2012-2014г г. — заведующий кафедрой механики грунтов, фундаментов и инженерной геологи.
С 2014 г. — советник ректора.

## Исследователь, рационализатор, изобретатель, известный ученый в отрасли коммунального хозяйства
Научная деятельность Леонида Николаевича тесно связана с городским хозяйством. Много лет он занимался проблемами фундаментостроения, возведения и реконструкции зданий. Результаты его научных исследований были использованы при строительстве многих промышленных объектов и вошли в кандидатскую диссертацию «Исследование погружения и несущей возможности свай, с помощью лидера».
Работа посвящена решению важной научно-технической задачи, которая имеет существенное значение для строительной отрасли и заключается в экспериментально-теоретических исследованиях и разработке методики определения несущей возможности свай, погруженных в грунт через лидерные скважины. Результаты исследований сжатия образцов четвертичных глинистых и песчаных грунтов однородной текстуры показали, что они обладают разными сжатиями, при сжатии их во взаимно перпендикулярных направлениях, что характеризируется коэффициентами анизотропии, которые представляют отношение модулей сжатия во взаимно перпендикулярных направлениях.
Предложенный способ погружения свай в твердые грунты и методика определения их несущей возможности внедрялись и далее внедряются на строительных объектах комбината «Харьковжилстрой» и других строительных организациях различных регионов Украины и за рубежом.
Умение анализировать и обобщать, а также глубокие знания городского хозяйства позволили разработать новое актуальное научное направление «Технологические основы формирования и оптимизации жизненного цикла городского жилищного фонда». Данной проблематике был посвящён ряд монографий и докторская диссертация.
Диссертация посвящена решению проблемы создания аппарата, который включает концепцию, методы исследования технологических систем формирования и оптимизации жизненного цикла городского жилищного фонда, что обеспечивает комплексное решение проблемы создания технологических основ для обеспечения населения Украины жильём.
Научная новизна полученных результатов заключается в том, что научно-прикладная проблема разработки технологических основ формирования и оптимизации жизненного цикла городского жилищного фонда решена путём разработки технологических подсистем проектирования, возведения, реконструкции и сноса жилых зданий, которые включают инновационные, экономические и технологические составляющие и на их основе — технологическую систему в целом.
Перспективными направлениями являются: обоснование комплекса технических и кадровых инноваций (в том числе связанных с автоматизацией), обобщение полученных результатов и развитие нормативной базы, связь технологий с прогрессивными материалами и оборудованием, в том числе в свете решений задач энергосбережения (учитывая обратные связи) и управление персоналом путём подготовки необходимых специалистов в Харьковской государственной академии городского хозяйства.
Научная деятельность ректора Шутенко Л. Н. базируется на двух важных направлениях: «Эффективные конструкторские решения фундаментов и оснований» и «Формирование и оптимизация жизненного цикла городского жилищного фонда».
Первое из них связано с профильным образованием ректора как строителя, а второе — с многолетним опытом руководителя высшего учебного заведения отрасли городского хозяйства, активного участника решений сложных проблем жилищного фонда г. Харькова и области, а также члена Харьковского горисполкома на протяжении 25-ти лет. Эти направления органично объединяются, составляя научную основу для разработки прогнозов и программ развития жилищно-коммунального хозяйства г. Харькова, Харьковской области и государства в целом.
При участии Л. Н. Шутенко разработаны: «Программа развития и реформирования жилищно-коммунального хозяйства г. Харькова 2003—2010 гг.», «Программа развития и реформирования жилищно-коммунального хозяйства Харьковской области 2003—2010 гг.». Они были утверждены сессиями городского и областного советов. Кроме этого, разработана программа развития транспортной схемы г. Харькова, создана система управления жилищным фондом объединениями совладельцами зданий и другие.
По инициативе Шутенко Л. Н. и при поддержке исполнительного комитета Харьковского городского совета в академии создан научно-исследовательский «Центр Мегаполис», который способствует постоянному развитию социально-экономического, научного и культурного потенциала г. Харькова и городов юго-восточного региона Украины, а также консолидации усилий общественных и политических деятелей, государственных служащих, ученых и предпринимателей.

## Научная школа и научные публикации
Огромная энергия и профессиональное мышление Леонида Николаевича создали творческую атмосферу в академии. Выдающейся заслугой является создание новых форм организации учебного процесса в академии: региональной подготовки специалистов, модульно-рейтинговой системы обучения, обоснование и ведение учебно-методических разработок многоуровневой системы образования. Исключительно продуктивной является научная деятельность ученого: много лет отдано делу научных кадров. Под его руководством издан ряд фундаментальных работ и защищены кандидатские и докторские диссертации.
Почти десять лет Л. Н. Шутенко возглавляет специальный ученый совет Харьковской национальной академии городского хозяйства по защите докторских и кандидатских диссертаций по экономическим специальностям 08.00.04 «Экономика и управление предприятиями (по видам деятельности)» и 08.00.05 «Развитие продуктивных сил и региональная экономика», а также является членом специализированного ученого совета Харьковского национального технического университета строительства и архитектуры. Под руководством доктора, профессора кафедры экономики строительства Шутенко Л. Н. на протяжении 2007—2010 годов выполнена госбюджетная научно-исследовательская работа на тему «Экономические основы системотехники полидименсионального формирования энергетического инвестиционного цикла капитального строительства объектов жилищно-коммунальных комплексов» (№ 0107V000249).
На сегодняшний день Шутенко Л. Н., как профессор кафедры экономики строительства, является участником выполнения госбюджетной работы «Научно-методические основы полидименсионального формирования синергетических инвестиционно-инновационных структур девелопмента в жилищно-коммунальном комплексе Украины» (№ 0111V010508).

## Общественная деятельность
Шутенко Л. Н. — значимая фигура не только в университете городского хозяйства, не только в Харькове, как вузовском и научном мегаполисе, но и на Украине.
Активную научно-педагогическую деятельность он объединяет с многогранной общественной работой:
- член президиума республиканского комитета профсоюза работников образования и науки Украины (1982—1983 гг.);
- глава постоянной комиссии по вопросам жилищно-коммунального хозяйства Харьковского городского совета;
- заместитель председателя комиссии по вопросам строительства и архитектуры Харьковского областного совета народных депутатов (1990—1995 гг.);
- депутат Киевского районного совета (1974—1978 гг.);
- депутат Харьковского городского совета (1978—1990 гг.);
- депутат Харьковского областного совета (1990—1995 гг.);
- член бюро научно-координационного совета Южно-Восточного центра НАН Украины;
- член исполкома Харьковского городского совета (с 1986 г. по сегодняшний день), принимает участие в жизнедеятельности общественных организаций города, области и Украины.

Своей гражданской деятельностью Шутенко Л. Н. сделал значительный вклад в развитие образования и науки региона, в реализацию национальной программы «Образование Украины XXI века».

## Совет ректоров Харьковского вузовского центра
В 1994—2008 гг. Шутенко Л. Н. возглавил крупнейший на Украине совет ректоров Харьковского вузовского центра (с 1976—1994 гг. — был заместителем председателя Харьковского вузовского центра).
В конце 1960-х — начала 70-х гг. в Харькове было более 20 ВУЗов. Для координации многолетней деятельности ВУЗов возникла необходимость в создании определённого центра. Ответом на веянье времени стало создание в 1969 г. Совета ректоров Харьковских ВУЗов. Это был первый совет ректоров в бывшем СССР. Работал он на общественных началах. В 1973 г. приказом Министерства высшего и среднего специального образования СССР В. П. Елютина (№ 356 от 20.04.73 г.) ему был присвоен официальный статус — «Совет ректоров Харьковского региона». В его состав вошли ВУЗы г. Харькова и области, а также Полтавской, Сумской и Белгородской областей. В данное время Совет включает в себя 31 ВУЗ Харьковской области.

## Досуг
В юные годы Л. Н. Шутенко занимался спортом (тяжелой атлетикой, играл в футбол), художественной самодеятельностью, пел в хоре. Сейчас он — Президент клуба и центра силовых единоборств «Пан-крафт». Этот клуб существует при Харьковском национальном университете городского хозяйства им. А. Н. Бекетова.

## Награды и звания
Заслуженный работник народного образования УССР (в 1989 г. получил это звание третьим на Украине), лауреат ВДНХ СССР (1991), академик Академии инженерных наук Украины (1991), академик Академии строительства Украины (1993), почетный член ассоциации гостиничных объединений Украины (1996), отличник образования Украины (1997), лауреат премии отраслевого профсоюза (1997), Председатель совета ректоров (1994—2008), почетный работник туризма Украины (2002), имеет почетный знак отличия председателя Харьковской государственной администрации «Слобожанская слава» (2003), знак отличия Харьковского городского главы «За старание» (2003), почетный работник жилищно-коммунального хозяйства Украины (2005), почетный знак отличия Украинской федерации ученых (2006), почетный гражданин г. Харькова (2007), почетный знак отличия «За развитие социального партнерства» (2008), почетный знак отличия Федерации профсоюзов Украины (2010), Почетный ректор Харьковской национальной академии городского хозяйства (2011), заведующий кафедрой механики грунтов, фундаментов и инженерной геологии (2012—2014 гг.).
Ордена:
- орден «За развитие науки и образования» (1997);
- орден «Петр Великий I степени», РФ, (2010).

Медали:
- «Медаль ВДНХ СССР» (1991);
- «Маршал Советского Союза Жуков» (1998);
- «120 лет И. В. Сталину» (1999);
- «55 лет Победы советского народа в ВОВ 1941—1945 гг.» (1999);
- «60 лет Победы советского народа в ВОВ 1941—1945 гг.» (2005);
- «За заслуги» III степени (2005);
- Памятная медаль «Лидеры XXI века» (2000);
- Памятная медаль «60 лет освобождения г. Харькова от немецко-фашистских захватчиков» (2005);
- «65 лет Победы советского народа в ВОВ 1941—1945 гг.» (2010);
- Медаль им. Л. Н. Толстого «За воспитание, обучение, просвещение», РФ (2010);
- «Медаль им. В. Н. Каразина» (2012);
- «Золотая медаль им. А. Н. Подгорного» (2013)

Нагрудные знаки:
- «Высшая школа СССР. За отличные успехи в работе» (1980);
- «Отличник науки Украины» (1997);
- «За мужество и любовь к отечеству 1941—1945 гг.» (1998);
- «Лидеры XXI века» (2000);
- «X лет ВУЗ МВД Украины» (2001);
- «Лидеры Украины» (2002);
- «Петр Могила» (2006)

## Публикации
Леонид Николаевич Шутенко — автор и соавтор 485 изданных работ. Среди них:
- 17 монографий;
- 350 научных статей и тезисов докладов. Некоторые из них опубликованы в зарубежных изданиях;
- 50 научно-методических изданий;
- 26 авторских свидетельств;
- 42 патента.